# Công tước của Thụy Điển
Tước vị Công tước của Thụy Điển (tiếng Thụy Điển: Sveriges hertigar; tiếng Anh: The title of Duke of Sweden) là những tước vị công tước đã được tạo ra từ thế kỷ 13 trao cho những người Thụy Điển có đóng góp cho triều đại hoặc những vương tử của Thụy Điển. Ngay từ đầu, những công quốc này thường là trung tâm quyền lực của khu vực, nơi các công tước và nữ công tước có quyền hành pháp đáng kể của riêng họ, dưới quyền lực trung tâm của các vị vua hoặc vương hậu. Kể từ thời trị vì của Gustav III, các danh hiệu này trên thực tế chỉ là danh nghĩa mà những người được tấn phong hiếm khi được hưởng bất kỳ quyền lực nào, mặc dù vẫn được duy trì việc sở hữu các dinh thự được lựa chọn đặc biệt trong tỉnh của họ và một số mức độ hạn chế.
Ngày nay, ở Thụy Điển các tước vị Công tước/Nữ Công tước được coi là một danh hiệu triều đại và chỉ được trao cho các thành viên của Vương thất Thụy Điển (hiện tại là Vương tộc Bernadotte) bao gồm cả nữ giới và nam giới. Không giống như các tước vị Công tước của Anh, các tước hiệu này của Thụy Điển không theo quy tắc cha truyền con nối. Các tước hiệu Thụy Điển hiện nay luôn được đặt tên theo các tỉnh lịch sử của Thụy Điển, không còn là thực thể chính phủ nữa. Hiện nay, đã có mười một tước hiệu như vậy được tạo ra ở Thụy Điển.

## Lịch sử
Trong Vương thất Thụy Điển các tước hiệu công tước đã được bắt đầu tấn phong từ thế kỷ 13 và cho đến năm 1618, khi một vị vua có nhiều hơn một người con trai, họ đã phong cho mỗi người trở thành một công tước để cai trị trong một phần lãnh địa như những lãnh chúa chư hầu. Vị trí địa lý của các công quốc này có thể không rõ ràng, vì chúng không phải lúc nào cũng nằm trong ranh giới của một tỉnh và cũng có thể được phân bổ lại khi có sự thay đổi về lãnh thổ.
Năm 1772, Vua Gustav III khôi phục việc bổ nhiệm các công tước, hiện không phải là cha truyền con nối cho các anh trai của ông như tước hiệu lịch sự, điều này đã làm tăng thêm uy tín quốc tế và ảnh hưởng trong nước của họ. Kể từ đó, tất cả các vương tử Thụy Điển đều được phong làm công tước của một tỉnh khi mới sinh, cũng như một Đại công tước hoặc Đại công tước Phần Lan. Trong thế kỷ 20, vì những hạn chế của hiến pháp, một số vương tử đã từ bỏ danh hiệu vương thất của mình vì những cuộc hôn nhân không được Nhà vua chấp thuận. Tuy nhiên, việc họ có thực sự mất danh hiệu công tước hay không cũng chưa bao giờ được xác định chính thức hoặc hợp pháp.
Lần đầu tiên kể từ thế kỷ 14, một vương nữ Thụy Điển được phong làm nữ công tước vào năm 1980, trùng hợp với việc sửa đổi Đạo luật Kế vị Thụy Điển cho phép nữ giới kế vị ngai vàng. Do đó, con gái lớn của Vua Carl XVI Gustaf là Victoria đã trở thành người thừa kế ngai vàng  và nhận tước hiệu Nữ công tước xứ Västergötland. Con gái út của Carl XVI Gustaf, Vương nữ Madeleine, là người đầu tiên được phong làm nữ công tước khi mới sinh và cũng là người đầu tiên có danh hiệu công tước kép. Những danh hiệu công tước hiện đại như vậy do đích thân Quốc vương Thụy Điển toàn quyền quyết định, không bị ảnh hưởng bởi luật pháp kiểm soát.
Hiện tại, những người nắm giữ danh hiệu như Thái nữ Victoria, Vương thân Daniel, Vương tôn nữ Estelle, Vương tôn Oscar, Vương tử Carl Philip, Vương tức Sofia,  Vương tôn Alexander, Vương tôn Gabriel, Vương tôn Julian, Vương nữ Madeleine, Vương tôn nữ Leonore, Vương tôn Nicolas và Vương tôn nữ Adrienne đều là thành viên của gia đình Vương thất Thụy Điển và là con cháu của Vua Carl XVI Gustaf, một người sẽ trở thành Công tước/Nữ Công tước (hoặc Công tước phu nhân và Công tước phu quân) bằng việc họ sinh ra trong vương thất hoặc thông qua hôn nhân.

## Công tước của các công quốc Thụy Điển

### Västergötland
Tước vị Công tước xứ Västergötland được đặt tên theo tỉnh Västergotland nằm ở phía tây nam, Thụy Điển và là một trong 25 tỉnh truyền thống phi hành chính của Thụy Điển. Tước vị đã từng có hai lần phong trước đây, công tước hiện tại là Thái nữ Victoria, con cả của Quốc vương Carl XVI Gustaf.

#### Danh sách công tước
| Tước vị                    | Tên                   | Vương tộc      | Thời gian |
| -------------------------- | --------------------- | -------------- | --------- |
| Công tước xứ Västergötland | Vương tử Carl Wilhelm | Nhà Bernadotte | 1861–1951 |
| Công tước xứ Västergötland | Thái nữ Victoria      | Nhà Bernadotte | 1980–nay  |

### Västerbotten
Tước vị Công tước xứ Västerbotten được đặt tên theo tỉnh Västerbotten nằm ở phía bắc, Thụy Điển. Tước vị là một trong 25 tỉnh truyền thống phi hành chính của Thụy Điển. Tước vị này được tấn phong cho Vương tôn Gustaf Adolf, con trai cả của Gustaf Adolf, Thái tử Thụy Điển (sau là Gustaf VI Adolf) từ khi sinh ra. Sau cái chết của ông vào năm 1947 tước vị đã biến mất.

#### Danh sách công tước
| Tước vị                   | Tên                    | Vương tộc      | Thời gian |
| ------------------------- | ---------------------- | -------------- | --------- |
| Công tước xứ Västerbotten | Vương tôn Gustaf Adolf | Nhà Bernadotte | 1906–1947 |

### Värmland
Tước vị Công tước xứ Värmland được đặt tên theo tỉnh Värmland nằm ở miền trung tây, Thụy Điển. Tước vị là một trong 25 tỉnh truyền thống phi hành chính của Thụy Điển. Tước vị đã từng có ba lần phong trước đây. Người giữ tước vị hiện tại là Vương tử Carl Philip, con trai của Quốc vương Carl XVI Gustaf.

#### Danh sách công tước
| Tước vị               | Tên                  | Vương tộc            | Thời gian |
| --------------------- | -------------------- | -------------------- | --------- |
| Công tước xứ Värmland | Karl XIII            | Nhà Holstein-Gottorp | 1798–1818 |
| Công tước xứ Värmland | Gustaf V             | Nhà Bernadotte       | 1858–1907 |
| Công tước xứ Värmland | Vương tử Carl Philip | Nhà Bernadotte       | 1979–nay  |

### Södermanland
Tước vị Công tước xứ Södermanland được đặt tên theo tỉnh Södermanland nằm ở phía đông nam, Thụy Điển. Tước vị là một trong 25 tỉnh truyền thống phi hành chính của Thụy Điển. Người giữ tước vị hiện tại là Vương tôn Alexander, con trai cả của Vương tử Carl Philip, cháu của Quốc vương Carl XVI Gustaf.

#### Danh sách công tước
| Tước vị                   | Tên                     | Vương tộc                        | Thời gian |
| ------------------------- | ----------------------- | -------------------------------- | --------- |
| Công tước xứ Södermanland | Karl IX                 | Vương tộc Vasa                   | 1560–1604 |
| Công tước xứ Södermanland | Gustav II Adolf         | Vương tộc Vasa                   | 1604–1607 |
| Công tước xứ Södermanland | Vương tử Charles Philip | Vương tộc Vasa                   | 1607–1618 |
| Công tước xứ Södermanland | Karl XIII               | Vương tộc Palatinate-Zweibrücken | 1772–1809 |
| Công tước xứ Södermanland | Oscar I                 | Vương tộc Bernadotte             | 1811–1844 |
| Công tước xứ Södermanland | Vương tử Carl Oscar     | Vương tộc Bernadotte             | 1852–1854 |
| Công tước xứ Södermanland | Vương tử Wilhelm        | Vương tộc Bernadotte             | 1884–1965 |
| Công tước xứ Södermanland | Vương tôn Alexander     | Vương tộc Bernadotte             | 2016–nay  |

### Skåne
Tước vị Công tước xứ Skåne được đặt tên theo tỉnh Skåne nằm ở phía nam, Thụy Điển. Tước vị là một trong 25 tỉnh truyền thống phi hành chính của Thụy Điển. Người giữ tước vị hiện tại là Vương tôn Oscar, con trai út của Thái nữ Victoria, cháu của Quốc vương Carl XVI Gustaf.

#### Danh sách công tước
|                    | Tên             | Vương tộc            | Thời gian |
| ------------------ | --------------- | -------------------- | --------- |
| Công tước xứ Skåne | Karl IV         | Vương tộc Bernadotte | 1826–1859 |
| Công tước xứ Skåne | Gustaf VI Adolf | Vương tộc Bernadotte | 1882–1950 |
| Công tước xứ Skåne | Vương tôn Oscar | Vương tộc Bernadotte | 2016–nay  |

### Östergötland
Tước vị Công tước xứ Östergötland được đặt tên theo tỉnh Östergötland nằm ở phía nam, Thụy Điển. Tước vị là một trong 25 tỉnh truyền thống phi hành chính của Thụy Điển. Người giữ tước vị hiện tại là Vương tôn nữ Estelle, con cả của Thái nữ Victoria, cháu của Quốc vương Carl XVI Gustaf.

#### Danh sách công tước
| Tước vị                   | Tên                      | Vương tộc            | Thời gian |
| ------------------------- | ------------------------ | -------------------- | --------- |
| Công tước xứ Östergötland | Vương tử Magnus Vasa     | Vương tộc Vasa       | 1560–1595 |
| Công tước xứ Östergötland | Vương tử John            | Vương tộc Vasa       | 1606–1618 |
| Công tước xứ Östergötland | Vương tử Frederick Adolf | Vương tộc Vasa       | 1772–1803 |
| Công tước xứ Östergötland | Vương tộc Bernadotte     | 1829–1872            |           |
| Công tước xứ Östergötland | Vương tộc Bernadotte     | Vương tử Carl Gustaf | 1911–1937 |
| Công tước xứ Östergötland | Vương tộc Bernadotte     | Vương tôn nữ Estelle | 2012–nay  |

### Hälsingland và Gästrikland

#### Danh sách công tước
| Tước vị                  | Tên                | Vương tộc      | Thời gian |
| ------------------------ | ------------------ | -------------- | --------- |
| Công tước xứ Hälsingland | Vương nữ Madeleine | Nhà Bernadotte | 1982–nay  |

### Ångermanland
Tước vị Công tước xứ Ångermanland được đặt tên theo tỉnh Ångermanland nằm phía bắc của Thụy Điển. Tước vị là một trong 25 tỉnh truyền thống phi hành chính của Thụy Điển. Tước vị được tấn phong cho Vương tôn Nicolas, con trai của Vương nữ Madeleine, cháu của Quốc vương Carl XVI Gustaf. 
| Tước vị                   | Tên               | Vương tộc      | Thời gian |
| ------------------------- | ----------------- | -------------- | --------- |
| Công tước xứ Ångermanland | Vương tôn Nicolas | Nhà Bernadotte | 2015–nay  |

### Jämtland
| Tước vị               | Tên             | Vương tộc      | Thời gian |
| --------------------- | --------------- | -------------- | --------- |
| Công tước xứ Jämtland | Carl XVI Gustaf | Nhà Bernadotte | 1946–1973 |

### Gotland
| Tước vị              | Tên                  | Vương tộc      | Thời gian |
| -------------------- | -------------------- | -------------- | --------- |
| Công tước xứ Gotland | Vương tử Oscar       | Nhà Bernadotte | 1859–1888 |
| Công tước xứ Gotland | Vương tôn nữ Leonore | Nhà Bernadotte | 2014–nay  |

### Dalarna
| Tước vị              | Tên                      | Vương tộc      | Thời gian  |
| -------------------- | ------------------------ | -------------- | ---------- |
| Công tước xứ Dalarna | Vương tử Nikolaus August | Nhà Bernadotte | 1831–1873  |
| Công tước xứ Dalarna | Carl Johan Bernadotte    | Nhà Bernadotte | 1916–1946  |
| Công tước xứ Dalarna | Vương tôn Gabriel        | Nhà Bernadotte | 2017 – nay |

### Halland
| Tước vị              | Tên              | Vương tộc      | Thời gian |
| -------------------- | ---------------- | -------------- | --------- |
| Công tước xứ Halland | Vương tử Bertil  | Nhà Bernadotte | 1912–1997 |
| Công tước xứ Halland | Vương tôn Julian | Nhà Bernadotte | 2021–nay  |

## Danh sách các công tước hiện nay
| Tước vị                                 | Người nắm giữ         | Thời gian nắm giữ | Phối ngẫu       | Thời gian nắm giữ |
| --------------------------------------- | --------------------- | ----------------- | --------------- | ----------------- |
| Công tước xứ Västergötland              | Thái nữ Victoria      | 1980 – nay        | Daniel Westling | 2010 – nay        |
| Công tước xứ Värmland                   | Vương tử Carl Philip  | 1979 – nay        | Sofia Hellqvist | 2015 – nay        |
| Công tước xứ Hälsingland và Gästrikland | Vương nữ Madeleine    | 1982 – nay        | bỏ trống        |                   |
| Công tước xứ Östergötland               | Vương tôn nữ Estelle  | 2012 – nay        |                 |                   |
| Công tước xứ Skane                      | Vương tôn Oscar       | 2016 – nay        |                 |                   |
| Công tước xứ Södermanland               | Vương tôn Alexander   | 2016 – nay        |                 |                   |
| Công tước xứ Dalarna                    | Vương tôn Gabriel     | 2017 – nay        |                 |                   |
| Công tước xứ Halland                    | Vương tôn Julian      | 2021 – nay        |                 |                   |
| Công tước xứ Gotland                    | Vương tôn nữ Leonore  | 2014 – nay        |                 |                   |
| Công tước xứ Ångermanland               | Vương tôn Nicolas     | 2015 – nay        |                 |                   |
| Công tước xứ Blekinge                   | Vương tôn nữ Adrienne | 2018 – nay        |                 |                   |